# Madonna col Bambino in gloria con san Pancrazio e una santa monaca
Madonna col Bambino in gloria con san Pancrazio e una santa monaca (Chiara?) è una pala d'altare a olio su tela (cm 252 × 178) realizzata da Giovanni Francesco Barbieri, detto Guercino, intorno al 1615. L'opera è conservata nella chiesa di San Sebastiano a Renazzo, frazione di Cento.

## Storia
Nella chiesa di San Sebastiano a Renazzo sono conservate tre pale d'altare realizzate dal Guercino: oltre alla Madonna col Bambino in gloria con san Pancrazio e una santa monaca (Chiara?), vi si trovano anche Un miracolo di san Carlo Borromeo e la Madonna col Bambino in trono con san Francesco d’Assisi, sant’Antonio abate e san Bovo. L’edificio attuale non corrisponde a quello originario per cui furono dipinte le tre pale, poiché fu completamente ricostruito nel corso del Settecento. A seguito del terremoto dell'Emilia del 2012, la chiesa subì gravi danni strutturali e le opere furono temporaneamente trasferite in un luogo sicuro per evitarne il deterioramento. Al termine dei lavori di restauro, le tre pale furono ricollocate nella loro sede originaria il 2 settembre 2018.
Il primo a segnalare il dipinto fu Francesco Scannelli, che parlò di «trè Tavole, ch'io già viddi di passaggio entro una chiesa di Villa trà Cento e il Finale di Modana»; seguirono Baruffaldi, Righetti e Atti. Quando Denis Mahon lo pubblicò nel 1937, mise in evidenza il carattere fortemente ferrarese dell’opera. La questione della datazione riguarda tutte e tre le pale di Renazzo. Tra il 1611-1612 e il 1616 lo stile del Guercino evolve rapidamente: Il miracolo di san Carlo Borromeo è considerato il primo dei tre dipinti e interamente autografo, mentre le altre due pale – compresa quella in esame – appaiono eseguite con il contributo della bottega. Secondo Mahon, la Madonna col Bambino in gloria con san Pancrazio fu dipinta intorno al 1615-1616.

## Descrizione e stile
Mahon rilevò nell’opera una forte impronta ferrarese, ravvisando influenze dello Scarsellino nell’uso della luce, dell’atmosfera e nella stesura pittorica, oltre a possibili richiami a Dosso Dossi. A suo giudizio, la Madonna, il Bambino, la monaca e il paesaggio sono da attribuire alla mano del Guercino, mentre la figura di san Pancrazio, giudicata rigida e pesante, sarebbe stata affidata a un aiuto, identificato in Lorenzo Gennari. Questa ipotesi è basata anche su documenti di pagamento relativi al 1617, che vedono Gennari cofirmatario con Guercino.
Alberto Calogero, in un intervento del 2017, ricostruisce l'iconografia dei personaggi rappresentati. San Pancrazio, secondo la Passio tramandata dalla Leggenda Aurea, era un giovane martire quattordicenne convertito al cristianesimo, decapitato sulla via Aurelia per essersi rifiutato di abiurare la fede. Il pittore lo raffigura come un giovane guerriero in armatura, fiero e risoluto. Al suo fianco è presente una monaca clarissa, identificata con santa Chiara, ritratta mentre si rivolge con gesto devoto al Bambino apparso tra le nuvole, accanto alla Vergine.
Secondo Calogero, Mahon inizialmente non aveva accennato ad alcun intervento della bottega e attribuiva invece alla pala un ruolo chiave nello sviluppo stilistico del giovane Guercino, ponendola accanto alla pala di Sant’Agostino del 1616. Tuttavia, dopo il restauro curato da Amalia Mezzetti e presentato nel 1967 in occasione della mostra Omaggio al Guercino, emerse l’ipotesi che alcune parti – in particolare il volto di Pancrazio – fossero opera di un altro pittore. Mahon stesso finì per accettare questa lettura e propose il nome di Gennari.
Calogero contesta tale attribuzione, notando che la tipologia dei volti di san Pancrazio e san Bovo (quest’ultimo nella pala successiva) si ritrova anche in altre opere certamente autografe di Guercino, come l’Enea della Camera dei cavalli e il san Luigi della pala di Bruxelles. Inoltre, ricorda come le morbidezze di tocco e il sentimento affettuoso che lega la Madonna al Bambino – visibili anche in un disegno conservato al Nationalmuseum di Stoccolma – siano tratti pienamente guerciniani, così come l'atmosfera carica di umori nel paesaggio, che richiama i suggestivi effetti di luce del Paesaggio al chiaro di luna con carrozza, anch’esso conservato nello stesso museo.